# مایدان، گمینا وویسواویتسه
مایدان (به لهستانی: Majdan) یک روستا در منطقه اداری گمینا وویسواویتسه واقع در شهرستان خوم استان لوبلین در کشور لهستان است.